# Ново-Артлух
Ново-Артлух (так же Новый Артлух, Ново-Аркабаш) — кутан Казбековского района Дагестана, физически расположенный на территории Хасавюртовского района республики. Входит в Артлухское сельское поселение. Не имеет официального статуса.

## Географическое положение
Село расположено на территории Хасавюртовского района на границе с Казбековским, в 9 км к югу от города Хасавюрт.

## История
Кутан образован на землях отгонного животноводства колхоза «Красный Октябрь» села Артлух.